# Sonet 59 (William Szekspir)

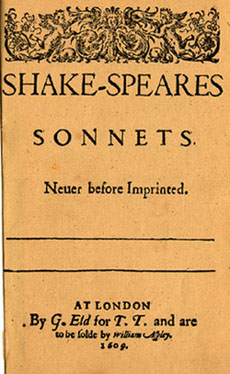
Strona tytułowa pierwszego wydania sonetów Shakespeare’a

Sonet 59 (Jeśli jest – było i nic nie jest nowe) – sonet będący częścią cyklu sonetów autorstwa Williama Szekspira. Po raz pierwszy został opublikowany w 1609 roku.

## Treść
W sonecie tym podmiot liryczny, który przez niektórych badaczy jest utożsamiany z autorem, adoruje tajemniczego młodzieńca twierdząc, że to on potrafi najlepiej ukazać jego piękno.